# 하바나의 사나이
하바나의 사나이(Our Man In Havana)는 미국에서 제작된 캐럴 리드 감독의 1959년 영화이다. 알렉 기네스 등이 주연으로 출연하였고 캐럴 리드 등이 제작에 참여하였다. 방영명은 아바나의 사나이이다.

## 출연

### 주연
- 알렉 기네스
- 벌 아이브스

### 조연
- 모린 오하라
- 어니 코박스
- 노엘 카워드
- 랠프 리처드슨

## 제작진
- 원작자: 그레이엄 그린
- 미술: 존 복스
- 의상: 필리스 달톤
- Ass-PD: 레이몬드 앤자러트